# Іоанно-Богословська церква (Миргород)
Іоанно-Богословська церква — православна церква в ім'я апостола Іоана Богослова у місті Миргород Полтавської області України УПЦ Московського патріархату (Миргородського благочиння Полтавської єпархії УПЦ МП).
Іоанно-Богословська церква — (в місті та районі більше відома як «Личанська церква») — дерев'яна, на цегляній основі, невелика, але дуже гарна. Стоїть вона на пагорбі на самому березі річки Хорол, і коли звучать її дзвони, то їх чути досить далеко. А інтер'єр церкви дивним чином впливає на людину, заспокоюючи і налаштовуючи на високий духовний лад.

## Історія

Купенко Іван Юхимович (1860—1943)

На початок ХХ століття в Миргороді існувало чотири православних громади, храми яких були розташовані в центральних районах міста. А віддалене поселення Личанка не мало своєї церкви, аж допоки житель личанського Кута, заможний міщанин Іван Юхимович Купенко (1860—1943) на прізвисько Шапар (на фото), не взявся за її заснування на здійснення своєї заповітної мрії. Він зробив значні пожертви для цієї святої справи: будівельними матеріалами, грошима та влаштовуванням безкоштовних обідів для будівельників. Ікони для іконостасу та стіни церкви розписував місцевий художник Іван Хітько разом з сином - Василем. 9 жовтня 1912 року, в день пам'яті святого апостола Іоанна Богослова, після молебню, відслуженого міськими священиками, було закладено перший камінь майбутнього храму. Як довго тривало будівництво — невідомо, але перша літургія в новій святині відбулася вже наступного, 1913 року.
Парафіяльним священиком був призначений отець Павло (Вишегородський, роки служіння 1912 — 1918).

### Гоніння
Початок ХХ століття — час катастрофічних смут у Російській імперії, Церква Христова, звичайно, відчула найпершою, бо вони відразу ж позначилися на духовному житті Її чад. І як наслідок цього — світу постало безліч мучеників, сповідників, страстотерпців.
Одним із них був і настоятель нового Іоанно-Богословського храму на Личанці — отець Леонтій (Кузьменко, 1918 — 1937). Народився батюшка у Великих Сорочинцях у 1885 році, закінчив Полтавську Духовну семінарію, висвячений у 1911 році. За 26 років служіння Богу і людям проявив себе як чесна, порядна та глибоко віруюча людина. Як згадувала пізніше його донька Ольга, церкву Іоанна Богослова закрили 17 жовтня 1937, а наступного дня, в неділю, настоятеля заарештували (напередодні ввечері учні просили його на деякий час виїхати з Миргорода, але пастир відповів: «А чим я кращий за тих, хто страждає?»). Він отримав 10 років заслання, які відбував у Новосибірській області. Часто хворів, лежав у лікарні, де, зрештою, й помер…
Отже, церкву закрили в 1937, а купол та дзвіниця постраждали ще раніше — їх знищили в 1928 або 1929 році. У храмі ж було влаштовано зерносховище місцевого колгоспу, і ця обставина, цілком можливо, зберегла для миргородців будівлю дому Божого.
Під час голодомору в храмі був притулок для дітей із навколишніх сіл. Померлі від голоду покояться біля храму. Зараз там відкрито пам'ятний знак (а пізніше — й музей пам'яті) жертвам цього страшного періоду в новітній історії нашої Батьківщини.
З 1957 до кінця 1990 року (до відновлення Успенського собору) — єдиний діючий православний храм міста.

### Відродження
Друге життя церква отримала під час німецької окупації, в 1943 році. Тоді богослужіння було відновлено, місцеві жителі повернули ікони, а інтер'єр храму зазнав косметичного ремонту. Священиком церкви став отець Косма (Вєтушко).
Цей духовний пастир заслуговує окремої розповіді й великої поваги за своє справжнє подвижництво. У 30-х роках батюшку Косму теж ледь не заарештували, але, отримавши попередження, він вирішив поберегтися — на дві доби пішов із дому, а потім взагалі покинув ці місця й повернувся до Миргорода лише в 1943 році, — щоб стати на довгі роки, аж до 1982-го, настоятелем миргородської Іоанно-Богословської церкви. Він прослужив у цьому храмі аж 39 років!
Після кончини батюшки Косми настоятелем храму став, теж на довгі роки, отець Володимир (Комардин), який прослужив тут теж до самої смерті (до 14 листопада 2001 року).
З 2002 року і до теперішнього часу настоятелем раму є отець Петро (Товстяк).

## Настоятелі храму
- 1912 — 1918 роки — отець Павло (Вишегородський);
- 1918 — 1937 роки — отець Леонтій (Кузьменко) — помер у засланні в Новосибірській області;
- 1937 — 1943 роки — храм був закритий для богослужіння;
- 1943 — 1982 роки — митрофорний протоієрей Косма (Вєтушко);
- 1982 — 2001 роки — отець Володимир (Комардин);
- 2001 — 2003 роки — отець В'ячеслав;
- З 2002 року — митрофорний протоієрей Петро (Товстяк)